# Steen Brahe til Knudstrup
Steen Ottesen Brahe (født 21. december 1547 i Gladsaxe, Skåne, død 11. april 1620 i Kalundborg) til Knudstrup, var en dansk rigsråd.
Han blev født på gården Gladsaxe i Skåne som søn af Otte Thygesen Brahe til Knudstrup (1518-1571) og Beate Clausdatter Bille (1526-1605) og hørte til sin tids betydeligste adelsmænd både som følge af sin tjeneste for staten og som følge af sine mange godser.
I modsætning til sin et år ældre bror, astronomen Tyge (Tycho) Brahe (1546-1601), fik han en væsentligt praktisk uddannelse. Efter skolegang i Århus og Ålborg blev han sat i huset hos Steen Jensen Rosensparre for at blive opdraget i hoftjeneste. Herefter blev han ved kongens medvirken anbragt hos grev Günther af Schwarzburg og fulgte ham 1563 til Danmark, da greven overtog en stilling som feltøverste og senere til Ungarn. Omtrent 1569 tog han efter en kort tid at have gjort krigstjeneste hos prins Vilhelm af Oranien til kurfyrsten af Sachsen, ved hvis hof han blev, indtil han blev kaldt hjem ved faderens død i 1571.
I 1573-75 var han ansat ved det danske hof som hofjunker og senere en kort tid som skænk. I 1575 blev han gift, og samme år begyndte hans forleninger: Froste Herred i Skåne 1575-82, Vrangstrup på Sjælland 1577-78, Saltø sammested 1578-80, Kalundborg 1580-81, Ravnsborg på Lolland 1581-88, Helsingborg 1588-92 og endelig atter Kalundborg 1592-1620.
I maj 1578 blev han udnævnt til rigsråd. Det han var i 42 år. Blandt de mange opgaver der betroedes ham under dette lange tidsrum må nogle nævnes. I 1581 sendtes han til Warnemünde for at modtage og ledsage kongens svigermoder, hertuginde Elisabeth af Meklenborg. I 1585 gik han som gesandt til kejseren, og i slutningen af samme år rejste han til Sachsen for at repræsentere kongen ved dennes søsters, kurfyrstinde Annas, begravelse.
I 1586 var han med at modtage hertugen og hertuginden af Meklenborg, der aflagde et besøg her i landet. I 1589 fulgte han som hofmester Skotlands vordende dronning, prinsesse Anna, til Norge, hvor de måtte overvintre, og hvor kong Jakob 6. opsøgte sin brud; det følgende år ledsagede han kongeparret ned til Danmark og der fra til Skotland. I 1592 var han i Sverige ved hertug Carl af Sødermanland bryllup.
Fra 1593 til 1596 var han medlem af det fire-mands-udvalg under regeringsrådet, som forestod regeringen for den mindreårige Christian 4. Til dækning af de betydelige udgifter, der fulgte med dette hverv, forlenedes han 1594-97 med Munkeliv Kloster og Skt. Hans Kloster i Bergen uden afgift. Ved kroningshøjtidelighederne 1596 spillede han naturligvis en fremtrædende rolle, og ved den da afholdte ringrenden udmærkede han sig særlig, skønt nu allerede til års.
I 1597 var han medlem af det gesandtskab, der med hertug Joachim Frederik, administrator i Magdeburg, afsluttede ægteskabskontrakten om hans datter Anna Cathrines giftermål med Christian 4. I 1599 var han afsending i Sverige. I 1602 ledsagede han enkedronningen og hendes datter Hedevig til Dresden, hvor den sidstes bryllup med kurfyrsten af Sachsen stod.
I 1603 deltog han i grænsemødet i Flakkebæk. I 1604 var han med kongen på herredagen i Bergen, og 1606 fulgte han ham til England. I 1607 repræsenterede han i Braunschweig kongen ved dennes søsterdatters bryllup. I 1611 var han under kongens fraværelse i krigen en af regeringsråderne. I 1619 var han deltager i grænsemødet i Ulfsbæk.
Steen Brahe samlede betydelige besiddelser. Efter sin far arvede han halvdelen af Knudstrup; den anden halvdel købte han i 1594 af sin bror Tyge Brahe, inden denne forlod Danmark. Med sin første hustru fik han Næsbyholm på Sjælland, hvor han opførte en ny hovedbygning 1585, og en gård i København ("Sigbrits Gård"). Hans anden hustru bragte ham de jyske gårde Barritskov, som han i 1598 ligeledes ombyggede, og Bradskov. I 1581 købte han Bregentved, og ved arv fik han Tersløsegård på Sjælland (omkring 1604), Hvedholm på Fyn (1611) og Engelsholm i Jylland (1615).
Han var gift tre gange: Første gang 18. september 1575 med Birgitte Ottesdatter Rosenkrantz (1555-1588), datter af Otte Rosenkrantz til Næsbyholm og Ide Gjøe. Anden gang 6. september 1590 med Kirstine Holck (1558-1599), datter af Hans Holck til Barritskov og Margrethe Rotfeldt og enke efter Hans Krafse til Egholm (død omkring 1587). Tredje gang 30. juni 1602 med Sophie Rostrup (død 18. december 1632), datter af Jørgen Rostrup til Selleskovgård og Margrethe Skeel og enke efter Mads Sandberg til Løjstrup (død 1597).
Med sin første hustru fik han syv børn og med den anden to. Det tredje ægteskab var barnløst. Blandt sønnerne var Otte Steensen Brahe til Næsbyholm (død 1651), senere rigsråd Jørgen Steensen Brahe til Hvedholm (død 1661) og Tyge Brahe. Han døde i 1620 på Kalundborg Slot og blev begravet i familiegraven i Kågerød Kirke ved Knudstrup, Skåne.